# Uccio Bandello
Antonio Bandello, meglio conosciuto come Uccio Bandello (Cutrofiano, 2 febbraio 1917 – Cutrofiano, 1998), è stato un cantante italiano.

## Biografia
Nato in una famiglia contadina, all'età di 11 anni si appassiona al canto e nonostante alcune difficoltà economiche, inizia a prendere lezioni a Lecce. Pochi anni dopo, fu costretto ad abbandonare le lezioni a causa di motivi familiari; ciononostante, continua a cantare e fonda il quartetto Gli Ucci, assieme a Uccio Aloisi, Uccio Melissano e Giovanni Avantaggiato, che propone musica popolare salentina. Assieme a Gli Ucci, Bandello si esibisce anche al di fuori della Puglia, accompagnando il regista Eugenio Barba in vari spettacoli in giro per l'Europa. Nel 1996 prende parte alla colonna sonora del film Pizzicata, ambientato in provincia di Lecce.
Muore nel 1998.

## Discografia

### Album da solista
- 1997 - Novaracne Live in piazza Verdi Bologna (Edizione Il Tamburello)
- 1999 - Buonasera a quista casa. Pizziche, stornelli e canti salentini GLI UCCI (Edizioni Aramirè)
- 2010 - Uccio Bandello, La voce della tradizione (Edizione Kurumuny/distr AnimaMundi)

### Colonne sonore
- Pizzicata, regia di Edoardo Winspeare (1996)